# Centro de la Comunidad Judía de Cracovia

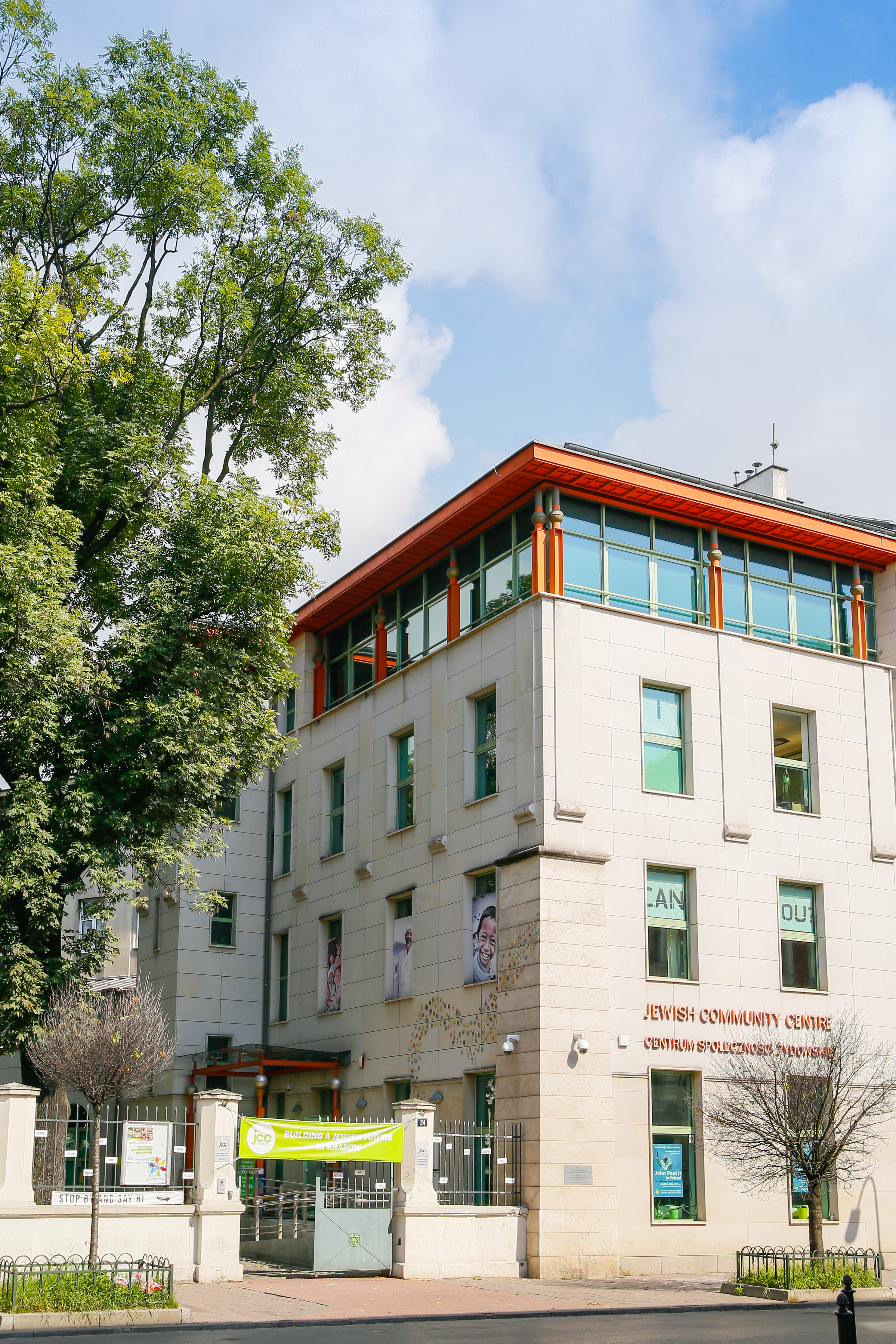
JCC.

El Centro comunitario judío de Cracovia (en polaco: Centrum Społeczności Żydowskiej w Krakowie; en inglés: Jewish Community Center of Krakow (JCC)) es un centro educativo y cultural secular judío establecido en el barrio cracoviano de Kazimierz en 2008 por iniciativa de Carlos, príncipe de Gales.
Se sitúa detrás de la Sinagoga Templo, en el jardín y yuxtapuesto al edificio existente.
El JCC no debe ser confundido con la Comunidad Judía de Cracovia, con orígenes en el siglo XIV y no hace parte de ella. 

## Actividad

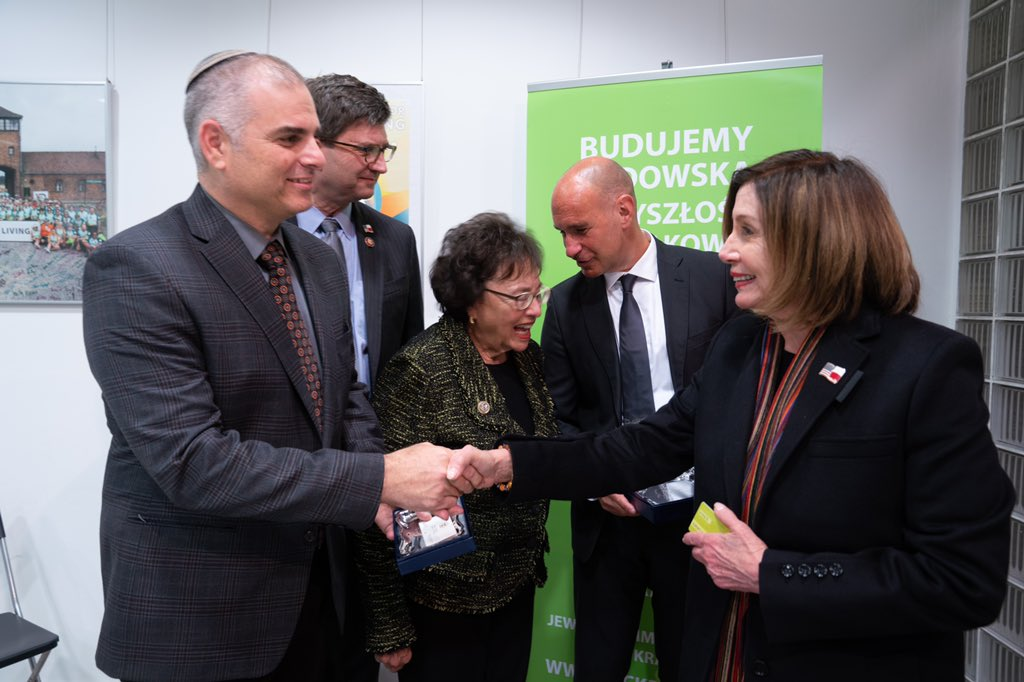
Pelosi visitando el Centro de la Comunidad Judía de Cracovia en 2020.

El objetivo principal del Centro es reunir personas de origen judía y otros interesados en la cultura, religión y tradición judía. En el Centro se dan conferencias, cursos, talleres y clases de idiomas. Tienen lugar habitualmente exhibiciones, exposiciones, festivales, proyecciones de películas, promociones de libros y  conferencias sobre el judaísmo, el jasidismo, la ley judía y principios religiosos. Unos viernes se organiza una cena. Para celebrar las fiestas judías el Centro organiza reuniones, eventos y celebraciones. En el Centro hay también un club de mayores, un club de estudiantes y una guardería para los más pequeños. En el sótano hay una biblioteca llamada Remu que contiene obras de poesía, prosa contemporánea en inglés y polaco, diccionarios, diarios y memorias, clásicos en yiddish, libros sobre la guerra, el antisemitismo, el diálogo judío-polaco, el sionismo, la psicología, la filosofía, así como cómics, libros de cocina y literatura infantil.

## Proyectos
- Taller de canción en Yiddish
- Taller de Genealogía
- Talleres educativos
- Lengua hebrea
- Yiddish
- Idioma Inglés
- Idioma Español
- Danza del vientre
- Danza israelí
- Yoga
- Krav Maga

## Historia
El centro comunitario judío en Cracovia (Jewish Community Centre, JCC) es un centro educativo y cultural secular judío en Kazimierz, en Cracovia, en la calle Miodowa. El edificio está en el jardín detrás de la sinagoga Templo. El 12 de junio de 2002 el príncipe Carlos llegó a Cracovia y quedó fascinado por Kazimierz. El día siguiente, durante una reunión con representantes de la comunidad judía, se enteró de que a la comunidad le gustaría más un lugar para encontrarse. El príncipe prometió ayuda, y obtuvo fondos para este propósito. En la iniciativa participaron World Jewish Relief y American Jewish Joint Distribution Committee.
El 14 de noviembre de 2006 hubo una ceremonia de apertura en que participaron: Nigel Layton, presidente de World Jewish Relief, Jossi Erez, presidente de American Joint Distribution Committee, Piotr Kadlčik, presidente de la Unión de las Comunidades Judíos en Polonia, Tadeusz Jakubowicz, presidente de la Comunidad Judía de Cracovia, el rabino de Galicia, Edgar Gluck y el rabino de Cracovia, Boaz Pash.
En 2008 se completó la construcción del centro. El edificio tiene cuatro plantas y casi 800 metros cuadrados. El coste de la construcción fue 10 millones de zloty. El JCC sería el lugar de eventos culturales y lugar de encuentros de la comunidad judía. El centro estarían oficinas, salas de reuniones, y sala de rehabilitación.
El 29 de abril de 2008 el príncipe Carlos y la princesa Camila llegaron a Cracovia e inauguraron el centro. El director es Jonathan Ornstein.